# Promotor
En el camp de la biologia molecular, els promotors són seqüències de DNA que dirigeixen la transcripció d'un gen adjacent a aquest. Els promotors procariotes corresponen a seqüències reconegudes per la RNA polimerasa la qual s'uneix a una regió entre -70 i +30 respecte a l'inici de la transcripció.

## Promotors procariotes
Els promotors procariotes contenen sempre dues seqüències conservades indicades per la seva posició respecte al punt d'inici de la transcripció: la regió -10 o caixa Pribnow, que té la seqüència consens (5’)TATAAT(3’), i la regió -35 que té la seqüència consens (5’)TTGACA(3’). Així mateix molts promotors procariotes contenen una tercera regió denominada UP (per upstream promoter)(la seva seqüència consens és (5')AAAWWTWTTTTNNNAAANNN(3'); on W = A o T; N = qualsevol base). L'eficiència amb la qual la RNA polimerasa s'uneix al promotor i inicia la transcripció depèn en gran manera d'aquestes seqüències, de la separació entre elles i de la seva distància respecte al punt d'inici de la transcripció.

## Promotors eucariotes

Estructura del promotor mínim d'eucariotes. Es detallen els components més importants, mostrant la seva localització respecte del punt d'iniciació de transcripció per la RNA polimerasa II (marcat amb un estel).

Hi ha tres tipus de promotors diferents eucariotes, un per cada un dels tres RNA polimerases (I, II i III). A diferència dels organismes procariotes, els promotors eucariotes no venen definits per les seqüències d'unió a la RNA polimerasa sinó per les seqüències d'unió als factors de transcripció basal. En el cas dels promotors de la RNA polimerasa II, que transcriu els RNA missatgers, els elements de DNA més importants són:
- Caixa TATA: Lloc d'unió de la subunitat TBP del factor de transcripció TFIID.
- BRE: Lloc d'unió del factor de transcripció TFIIB.
- Inr: Seqüència molt propera al lloc +1 d'inici de la transcripció. Lloc unió del factor de transcripció TFIID. És el lloc on es comença a desplegar la doble hèlix per iniciar el procés de transcripció.
- DPE: Lloc unió del factor de transcripció TFIID.

Cada una d'aquestes seqüències o elements poden estar presents o no en els diferents promotors eucariotes.